# GP La Marseillaise 2005
De GP La Marseillaise 2005 werd gehouden op dinsdag 1 februari in Frankrijk, en maakte deel uit van de UCI Europe Tour 2005. De wielerwedstrijd ging over 128,3 kilometer en werd gewonnen door de Deen Nicki Sørensen.

## Uitslag
| GP d'Ouverture La Marseillaise 2005 |                  |                       |          |
| Plaats                              | Naam             | Ploeg                 | Tijd     |
| Winnaar                             | Nicki Sørensen   | Team CSC              | 3u20'40" |
| 2                                   | Vladimir Goesev  | Team CSC              | z.t.     |
| 3                                   | Daniele Masolino | Team LPR              | z.t.     |
| 4                                   | Sébastien Joly   | Crédit Agricole       | z.t.     |
| 5                                   | Sandy Casar      | La Française des Jeux | z.t.     |
| 6                                   | Eddy Seigneur    | RAGT Semences         | z.t.     |
| 7                                   | Stéphane Goubert | Ag2r Prévoyance       | z.t.     |
| 8                                   | Ludovic Martin   | RAGT Semences         | z.t.     |
| 9                                   | Julien Mazet     | Auber 93              | z.t.     |
| 10                                  | Jérémy Roy       | La Française des Jeux | z.t.     |

1980 · 1981 · 1982 · 1983 · 1984 · 1985 · 1986 · 1987 · 1988 · 1989 · 1990 · 1991 · 1992 · 1993 · 1994 · 1995 · 1996 · 1997 · 1998 · 1999 · 2000 · 2001 · 2002 · 2003 · 2004 · 2005 · 2006 · 2007 · 2008 · 2009 · 2010 · 2011 · 2012 · 2013 · 2014 · 2015 · 2016 · 2017 · 2018 · 2019 · 2020 · 2021 · 2022 · 2023 · 2024 · 2025